# Afroaeschna
Afroaeschna scotias
Genre
Espèce
Synonymes
- Aeshna scotias Pinhey, 1952[1]
- Aeshna wittei Fraser, 1955[1]

Statut de conservation UICN

 LC  : Préoccupation mineure
Afroaeschna est un genre de libellules de la famille des Aeshnidae (sous-ordre des Anisoptères, ordre des Odonates) qui n'est représenté que par l'espèce Afroaeschna scotias.

## Systématique
Le genre Afroaeschna a été créé par Günther Peters (d) et Günther Theischinger (d) en 2011.
L'espèce Afroaeschna scotias a été initialement décrite en 1952 par Elliot Pinhey sous le protonyme de Aeshna scotias sur la base de spécimens collectés en Ouganda.

## Description
Les spécimens décrits par E. Pinhey avaient une envergure de 51 mm pour le mâle et de 54 mm pour la femelle.

## Publications originales
- Genre Afroaeschna :
  - (en + nl) G. Peters et G. Theischinger, « The genera of the Afrotropical Aeshnini: Afroaeschna gen. nov., Pinheyschna gen. nov., and Zosteraeschna gen. nov., with the description of Pinheyschna waterstoni spec. nov. (Anisoptera: Aeshnidae) », Odonatologica, Societas Internationalis Odonatologica (d), vol. 40, no 3,‎ 1er septembre 2011, p. 227-249 (ISSN 0375-0183, 0375-0183 et 2751-0875, lire en ligne).
- Espèce Afroaeschna scotias :
  - (en) E. Pinhey, « Three new species of Odonata from eastern Africa », Occasional Papers Coryndon Memorial Museum, vol. 3,‎ 1952, p. 13-16 (lire en ligne, consulté le 28 décembre 2020).